# Caladium
Genre
Classification phylogénétique
Caladium est un genre d'environ 12 espèces de plantes de la famille des Araceae. Les noms vernaculaires sont, selon les espèces : oreilles d'éléphant (qu'ils partagent avec les genres proches Alocasia, Colocasia, et Xanthosoma), cœur de Jésus et ailes d'ange. Il y a plus de 1 000 cultivars de Caladium bicolor.
Le genre Caladium tire son nom du mot amérindien kelady et est indigène du Brésil et des régions voisines en Amérique du Sud et centrale. Les Caladium se développent dans des clairières de la forêt et sur les berges des rivières. Au cours de la saison sèche ils entrent en dormance. Les plantes sauvages font de  40 cm à 90 cm de hauteur, la plupart des feuilles font 15 cm de large sur 45 cm de long.
Toutes les parties de la plante sont toxiques, ne doivent pas être ingérées et peuvent irriter les peaux sensibles.

## Culture et usage
Plusieurs espèces sont cultivées comme plantes ornementales pour leurs grandes feuilles en forme de flèche, blanches, roses ou rouges (ressemblant un peu au Coleus).
Elles sont cultivées en Europe depuis la fin du XVIIIe siècle. Les deux variétés les plus largement cultivées sont appelées « feuilles fantaisie » et « feuilles fer de lance ». La première est la plus commune, c'est le caladium traditionnel de culture, les feuilles sont plus en forme de cœur. La seconde a plutôt des feuilles en de fer de lance. La plupart des caladiums atteignent environ 60 cm pour 60 cm de large, bien que des variétés naines soient maintenant cultivées.
De nombreux cultivars ont été sélectionnés, la plupart venant de l'espèce C. bicolor. Les variétés en fer de lance viennent de C. schomburgkii. Beaucoup sont vendus comme C. × hortulanem.
Les caladiums peuvent être multipliés en séparant leurs tubercules. Ils sont classés dans la zone de rusticité USDA 10, dans les zones plus froides ils sont utilisés comme annuelles ou plantes d'appartement.

Durant leur croissance, ils nécessitent un arrosage modéré. La plupart des variétés préfèrent l'ombre partielle à complète, même si des variétés résistantes au soleil sont maintenant en culture. Ces dernières années, de nombreuses variétés ont été sélectionnées et sont maintenant largement résistantes aux maladies. Les producteurs de bulbes vendent majoritairement aux horticulteurs qui revendent les caladiums en pot dans les pépinières ou également au détail via des sites web ou des catalogues. L'expédition des tubercules se fait au printemps quand les températures le permettent, les températures trop basses endommageant les tubercules.
Dans les régions tempérées, l'arrachage doit être fait avant les premières gelées. Les rhizomes sont séchés et stockés lorsque les températures tombent à 18 °C et stockés modérément sèches entre 13 °C et 16 °C.

## Espèces
- Caladium andreanum Bogner
- Caladium bicolor (Aiton) Vent.
- Caladium coerulescens G.S.Bunting
- Caladium humboldtii (Raf.) Schott
- Caladium lindenii (André) Madison
- Caladium macrotites Schott
- Caladium picturatum K.Koch & C.D.Bouché
- Caladium schomburgkii Schott
- Caladium smaragdinum K.Koch & C.D.Bouché
- Caladium steyermarkii G.S.Bunting
- Caladium ternatum Madison
- Caladium tuberosum (S.Moore) Bogner & Mayo

## Images de différentes espèces et variétés

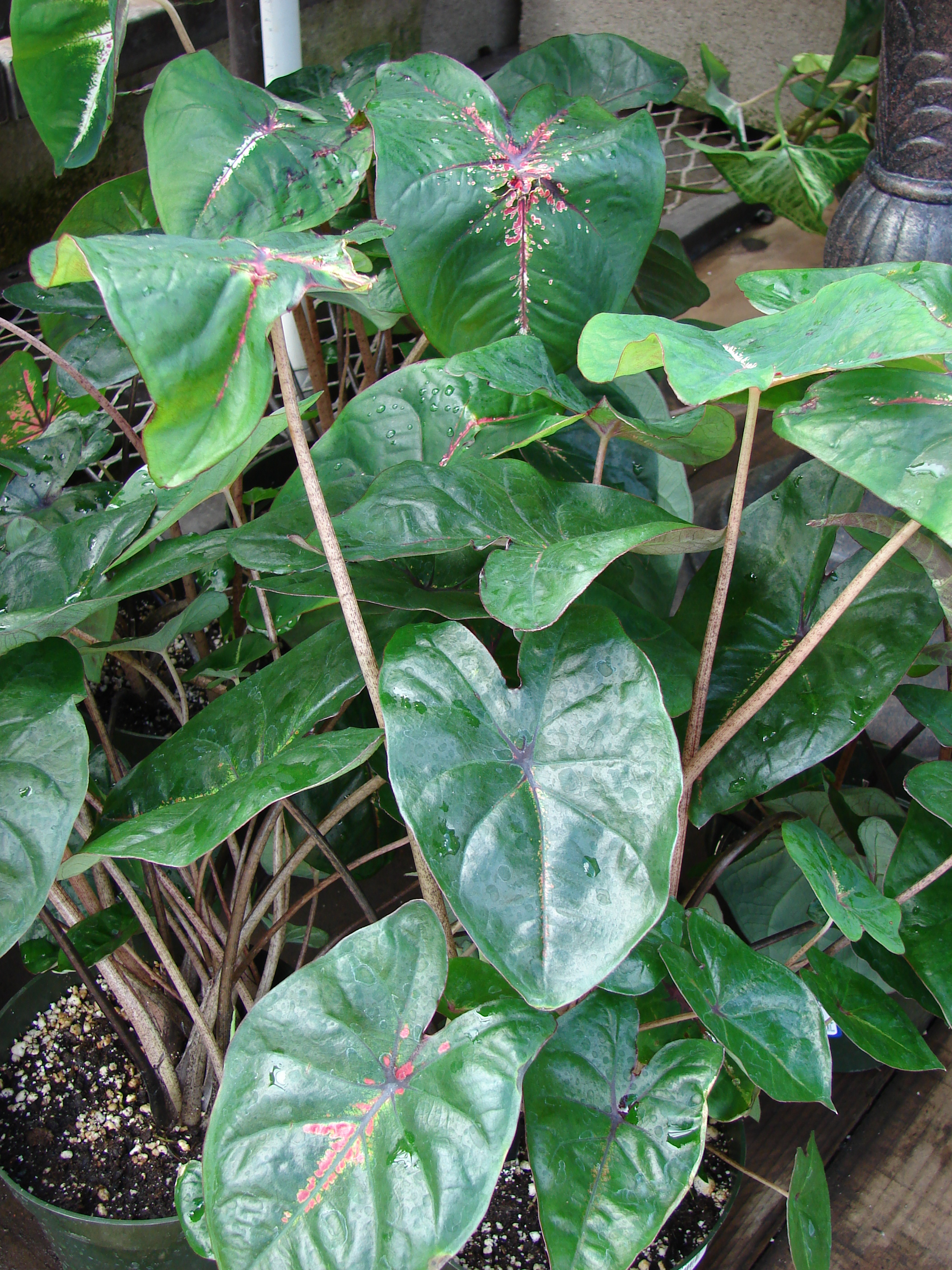
Caladium sp.
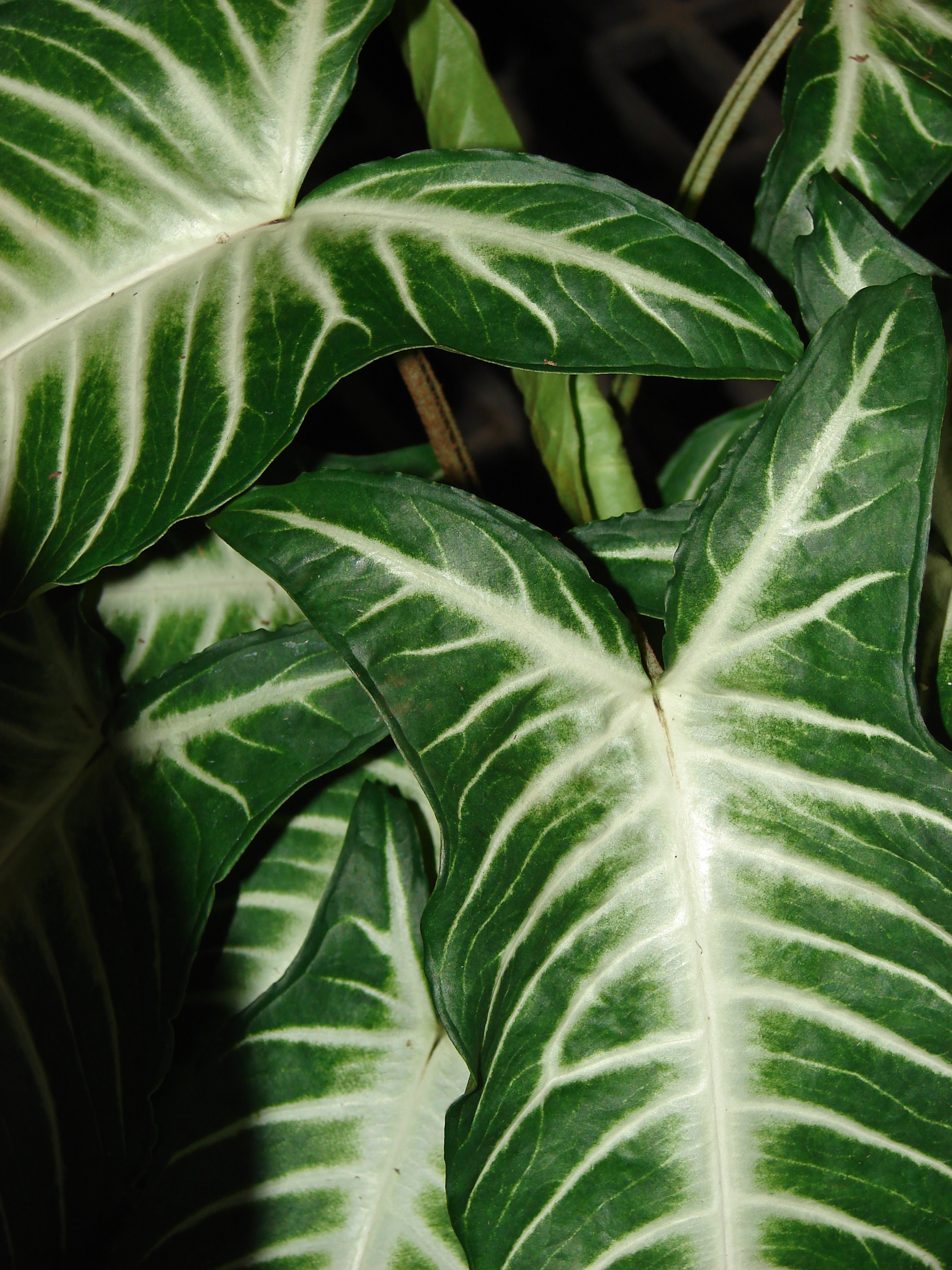
Caladium lindenii.
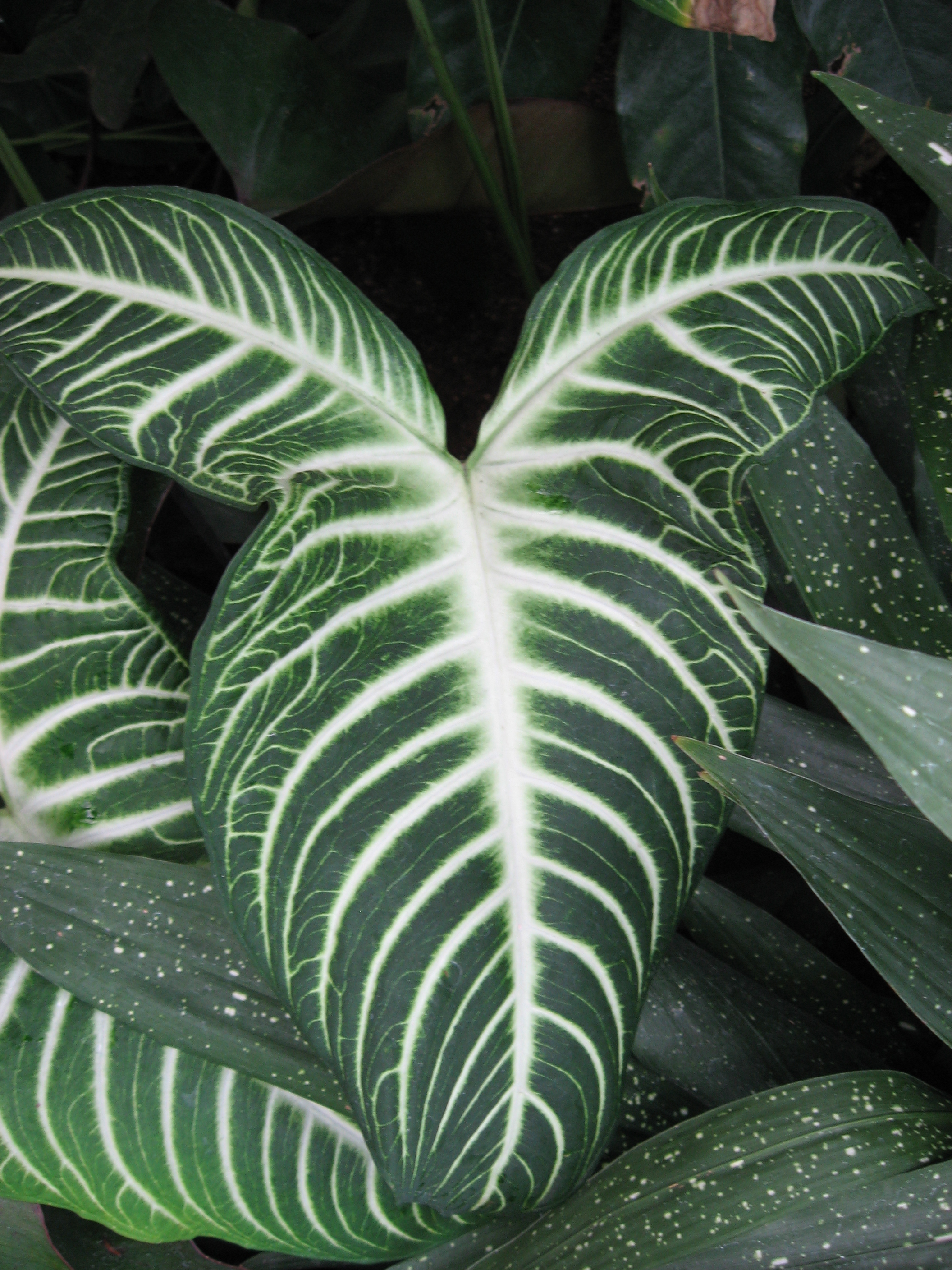
Caladium lindenii.
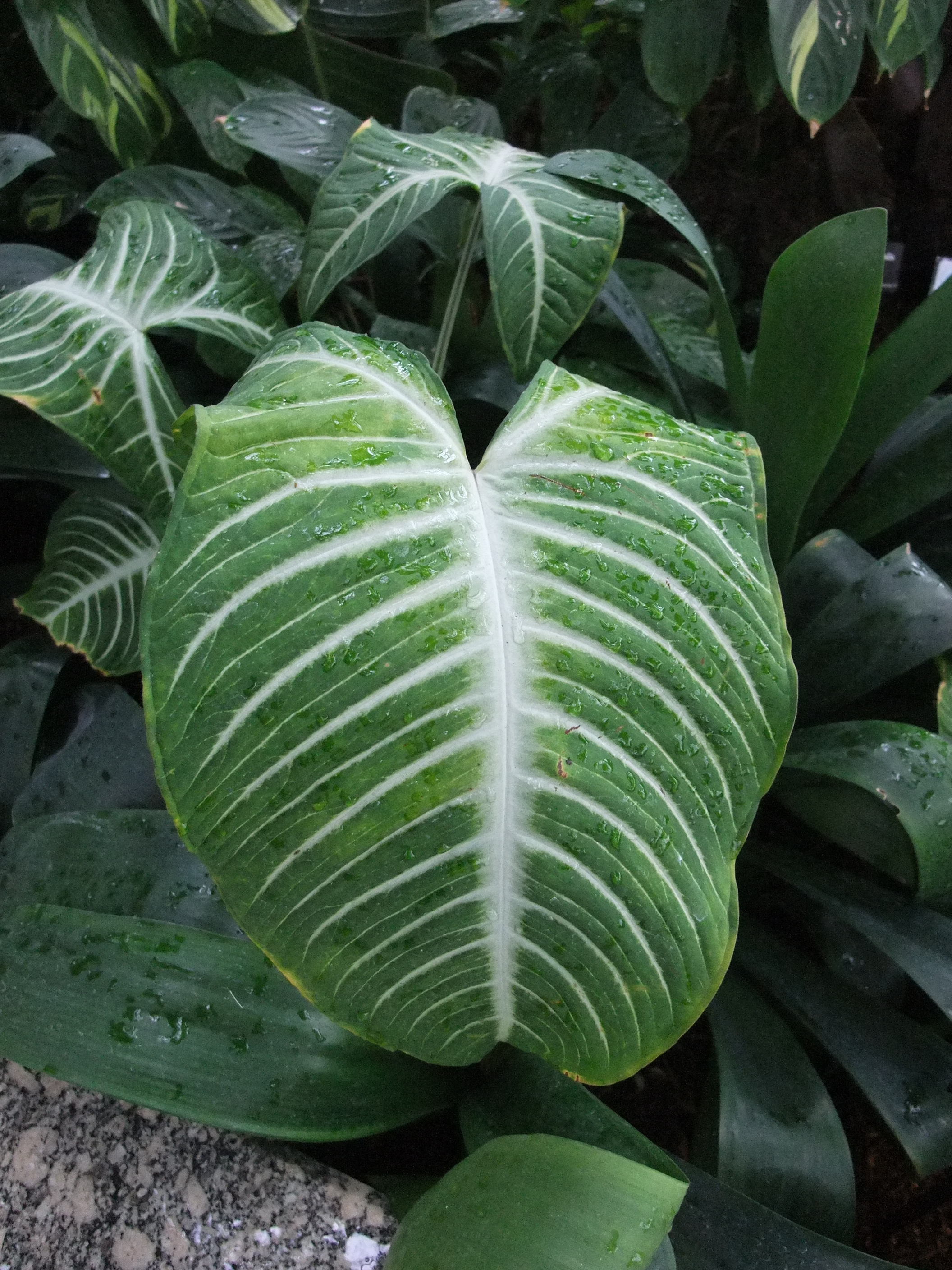
Caladium lindenii 'Magnificum'.
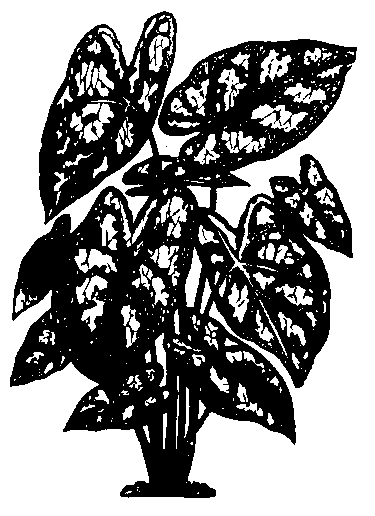
Caladium humboldtii.
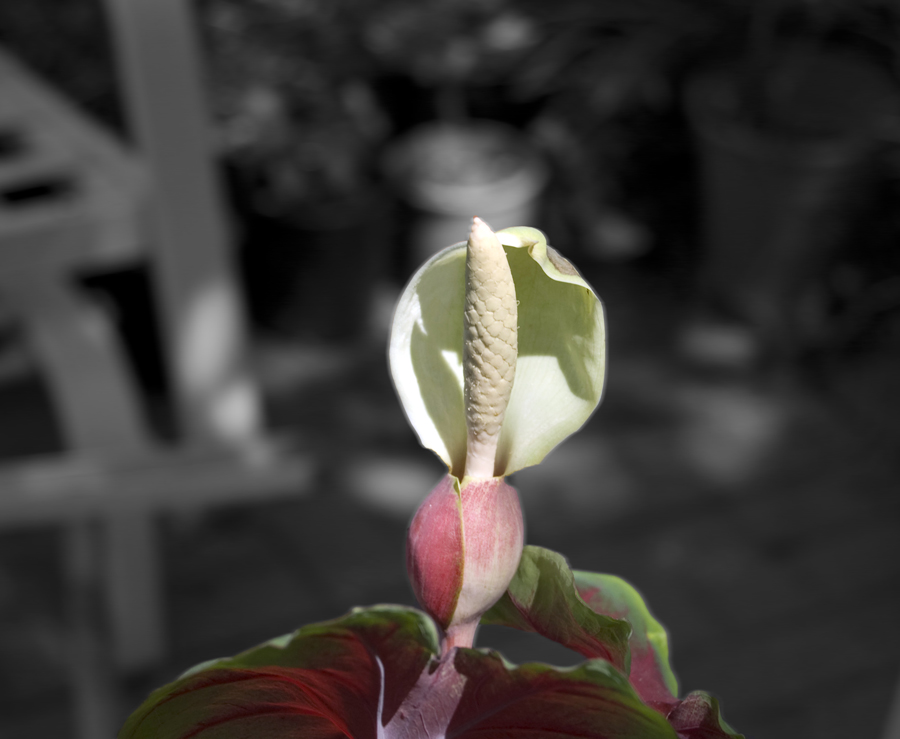
Inflorescence du Caladium bicolor.
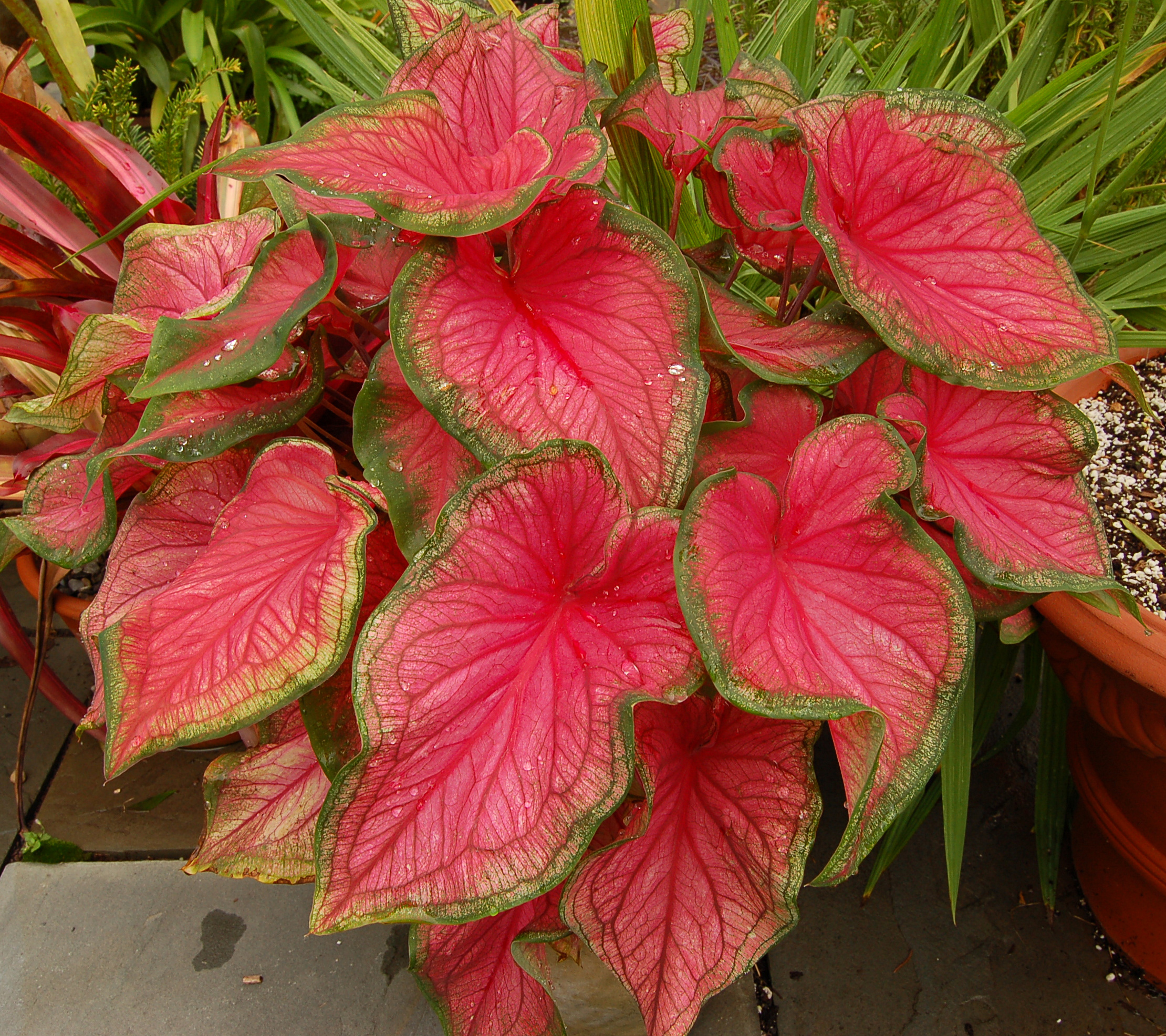
Caladium bicolor  'Florida Sweetheart'.
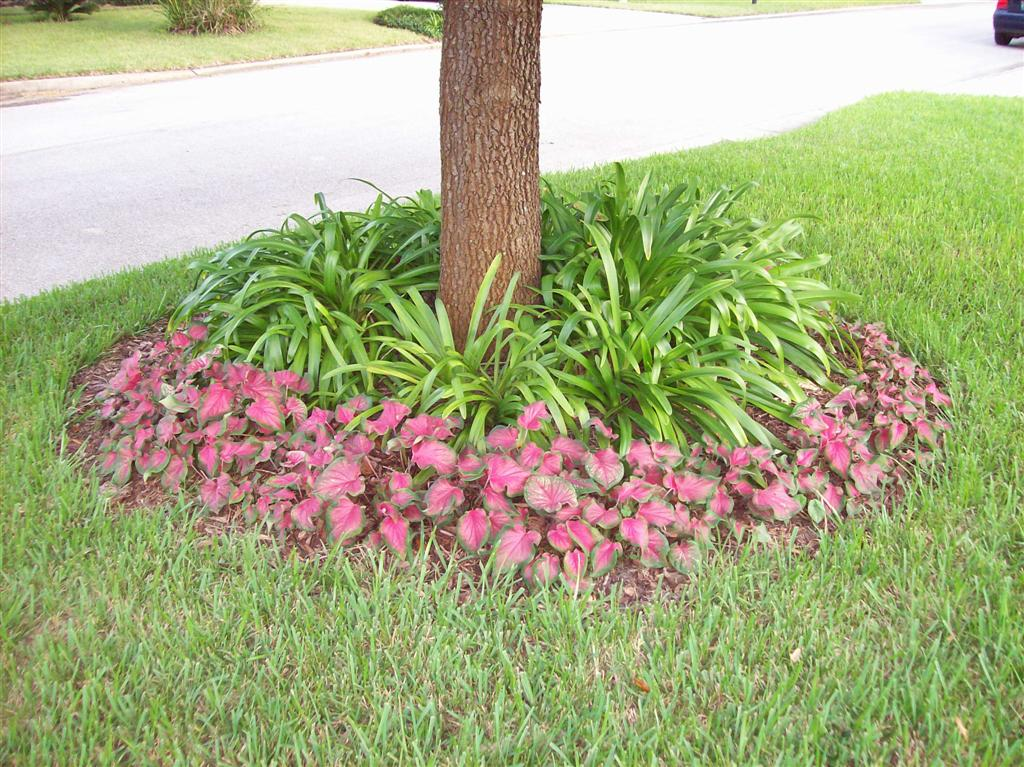
Parterre de Caladium 'Florida Sweetheart'.
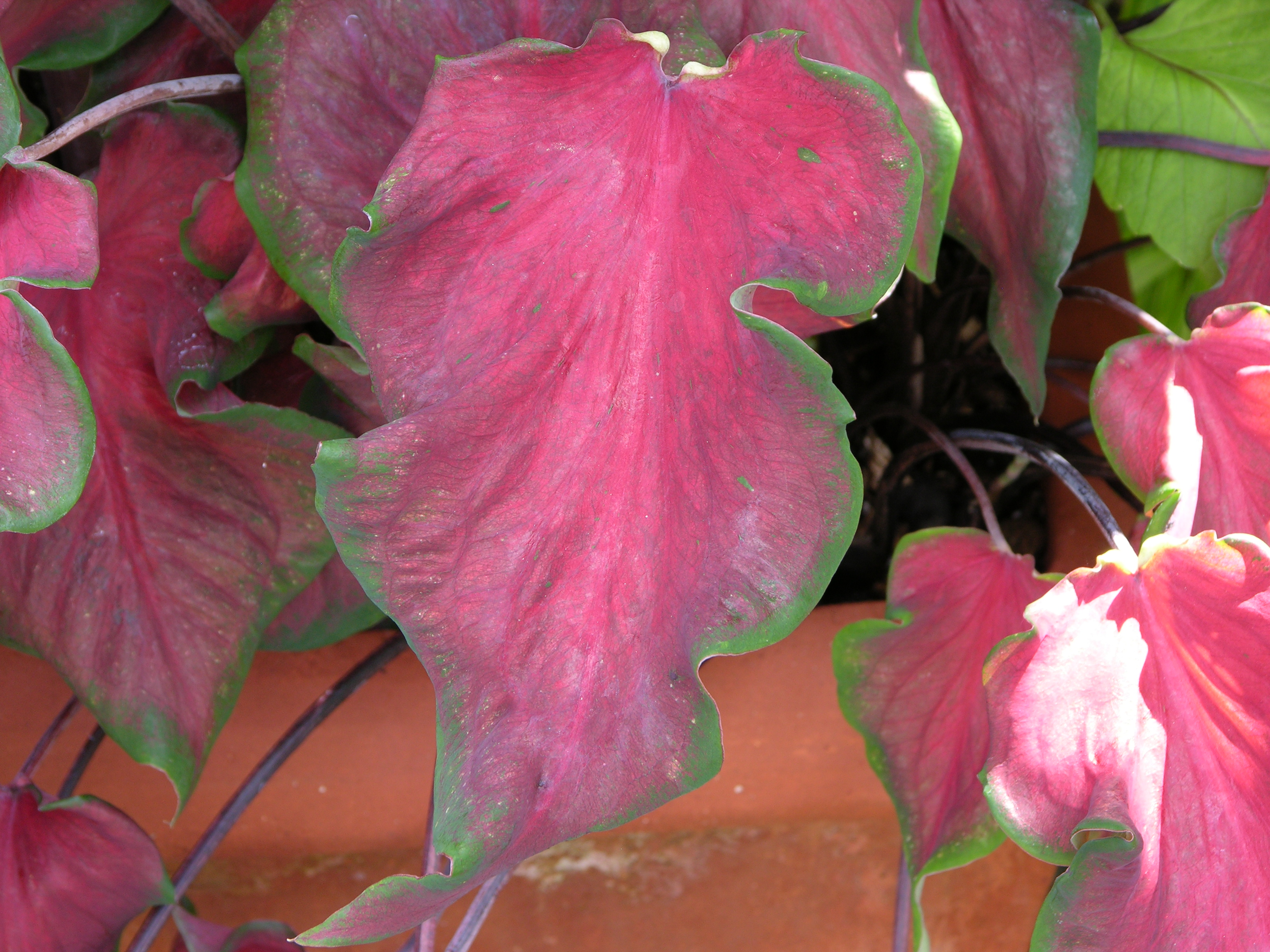
Caladium bicolor  'Florida Red Ruffles'.
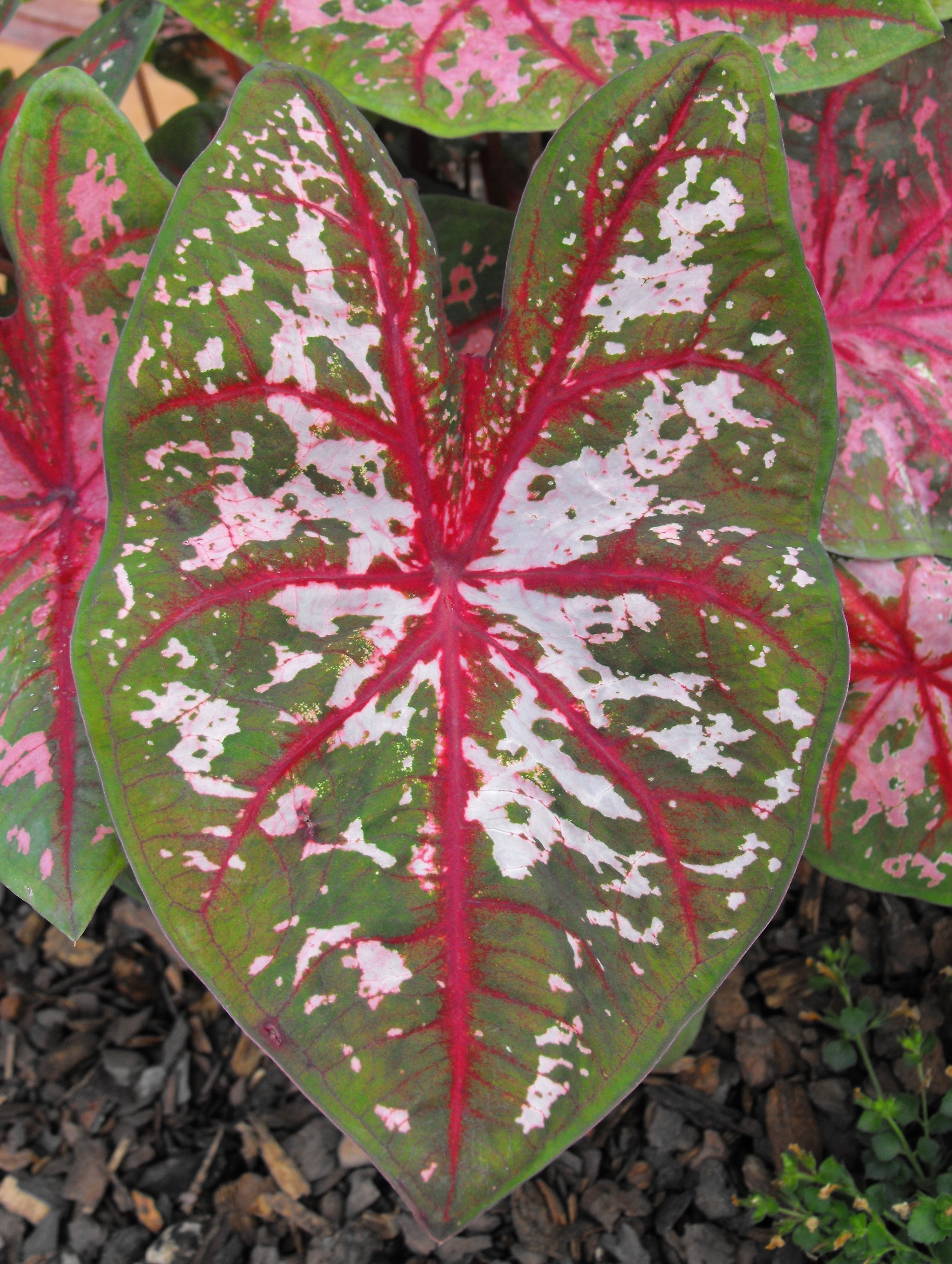
Caladium bicolor 'Florida Calypso'.
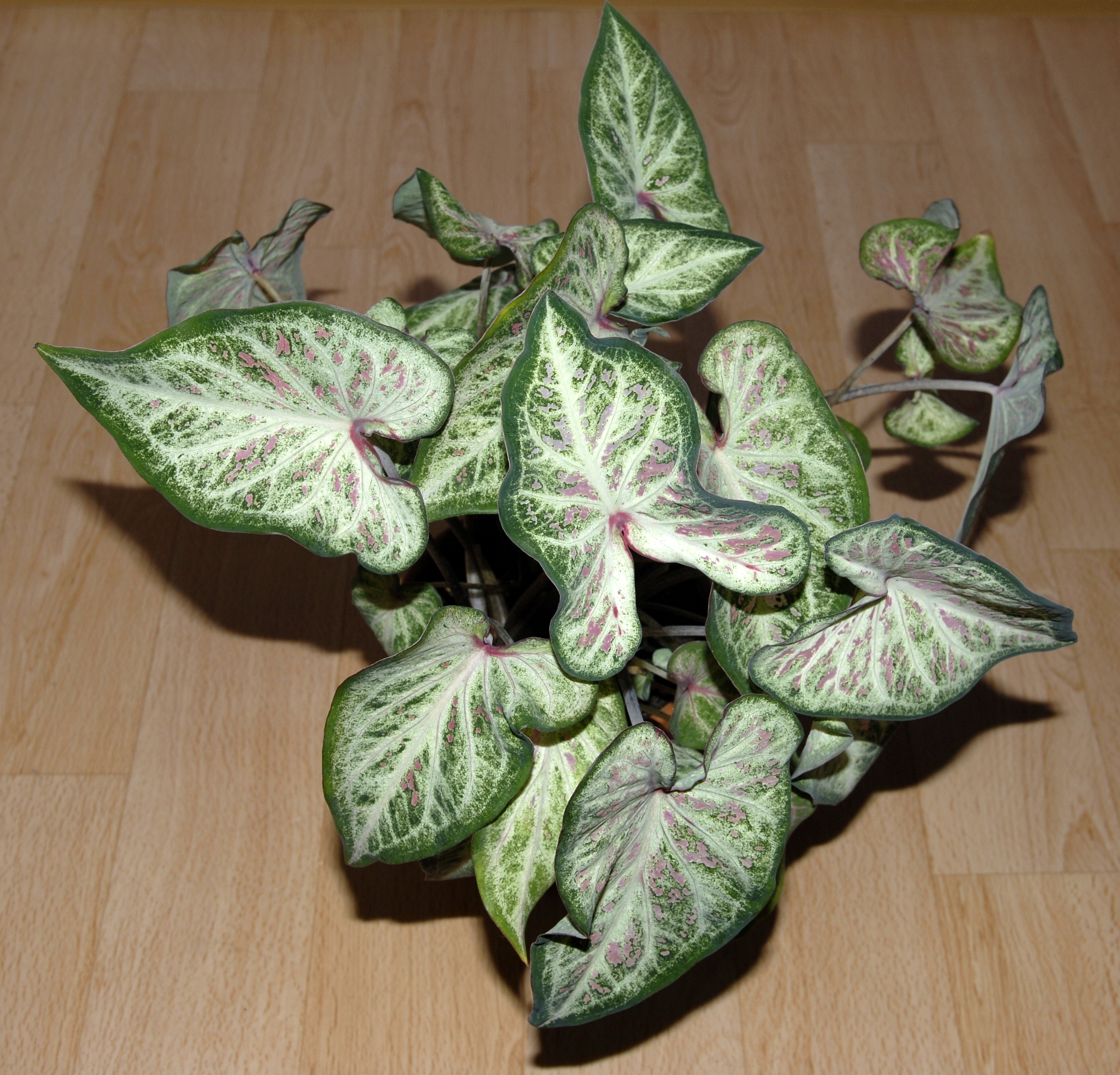
Caladium bicolor 'Candyland'.
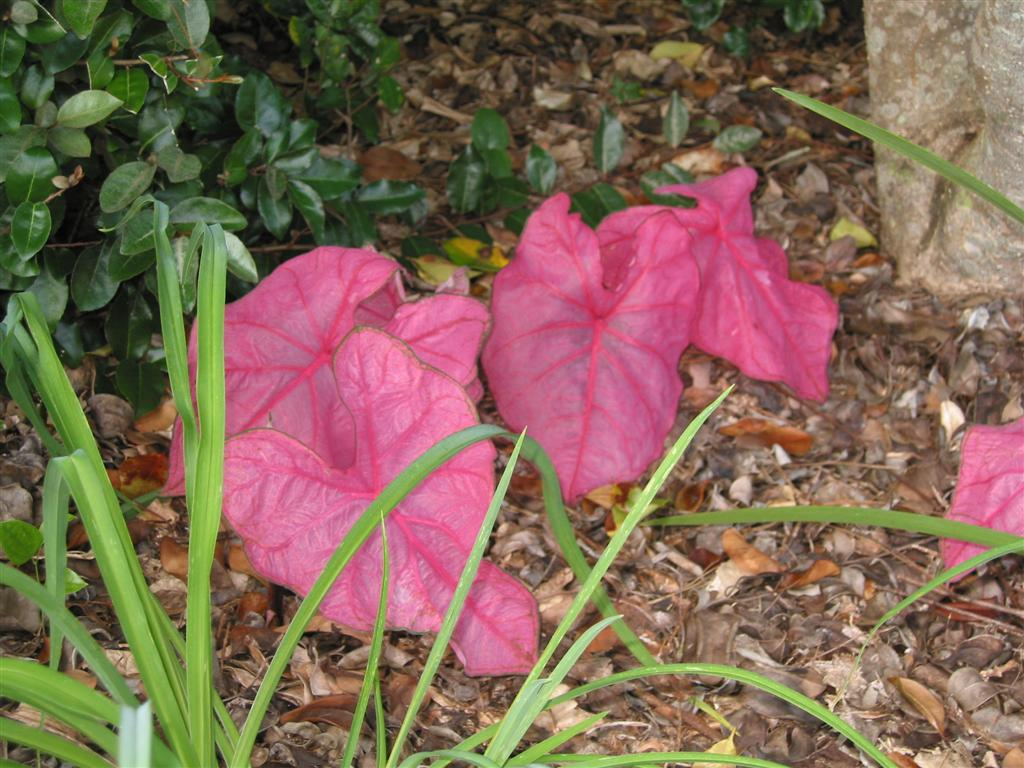
Caladium 'Fannie Munson'.
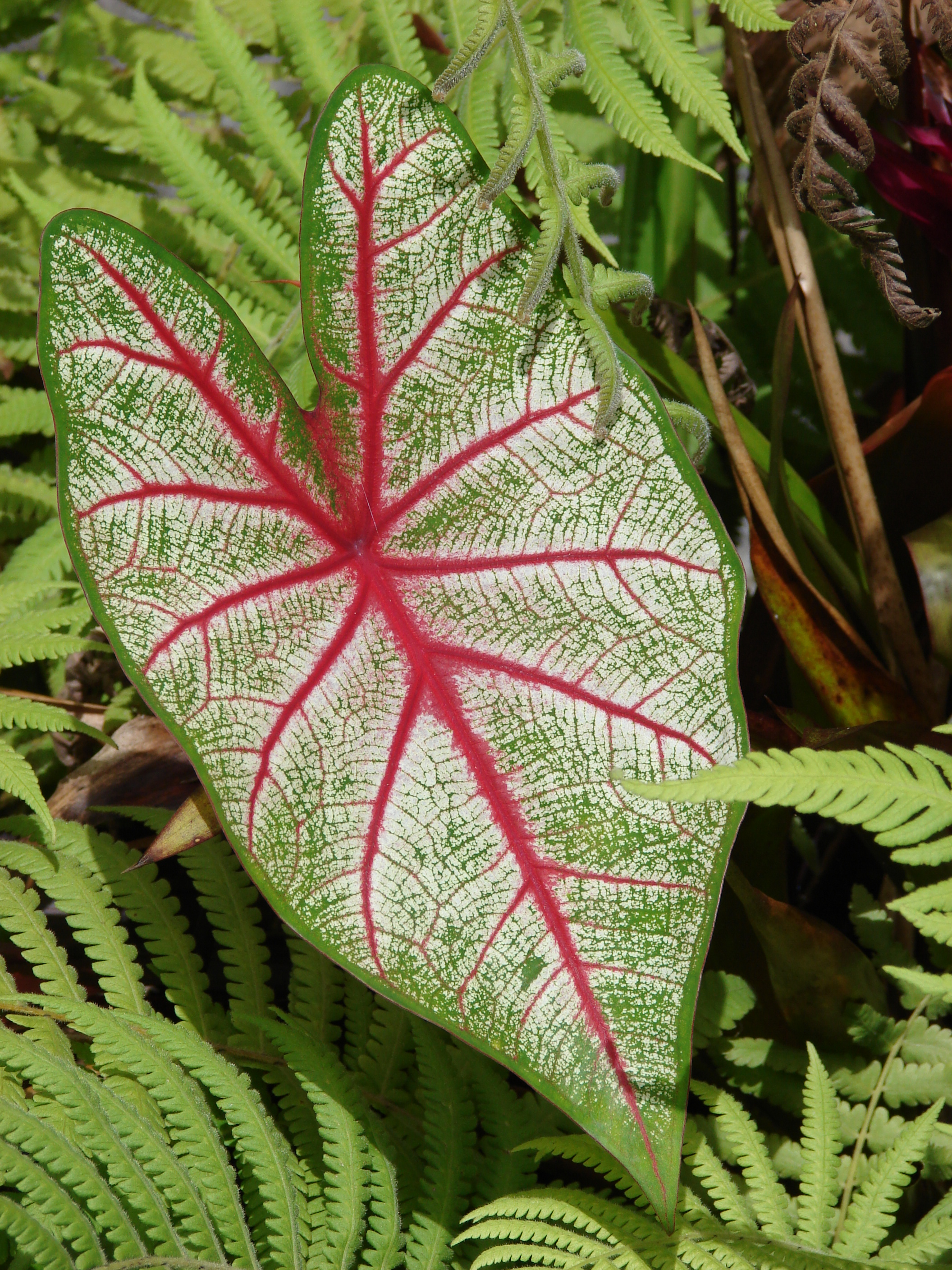
Caladium bicolor.
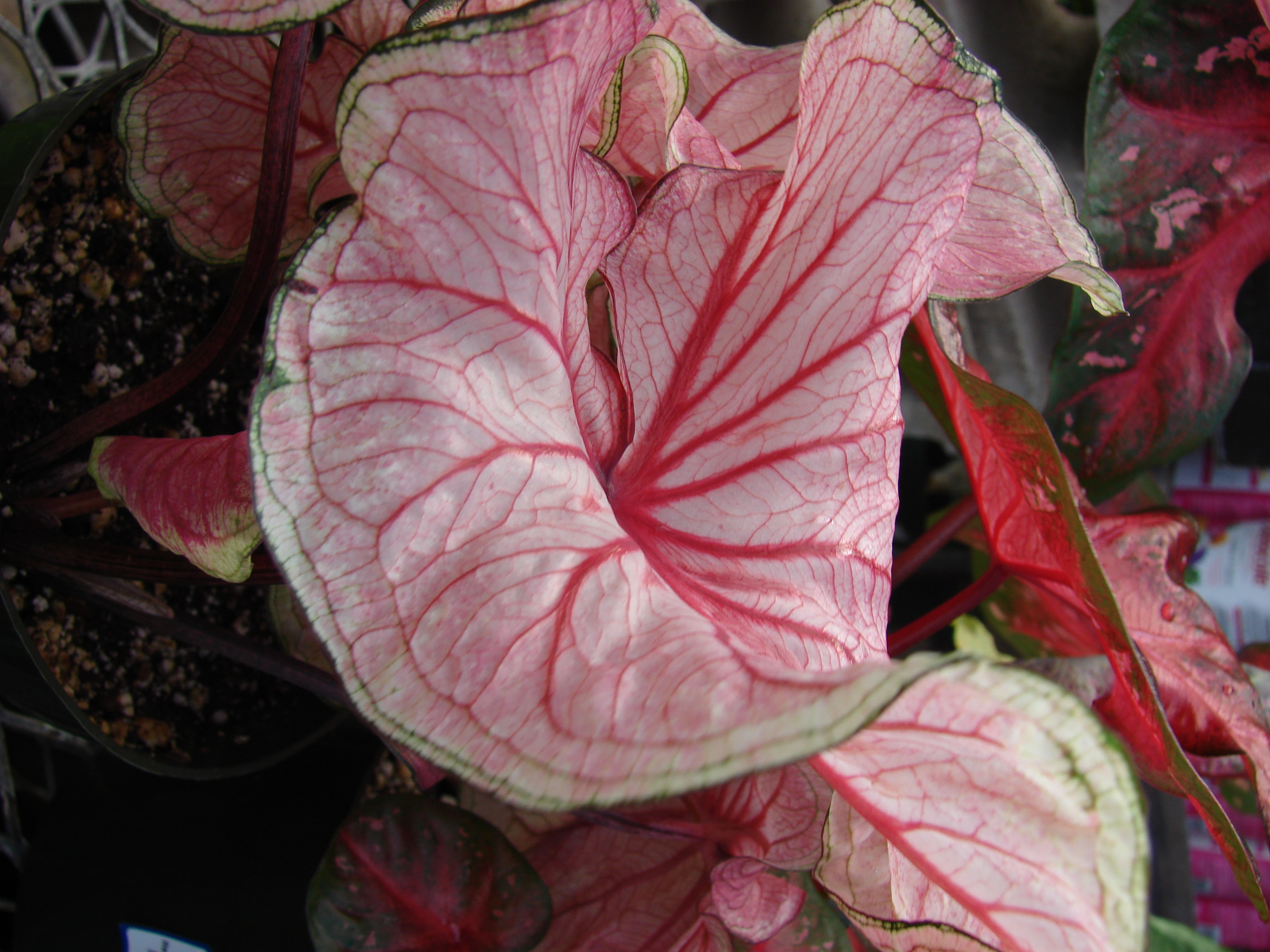
Caladium bicolor.
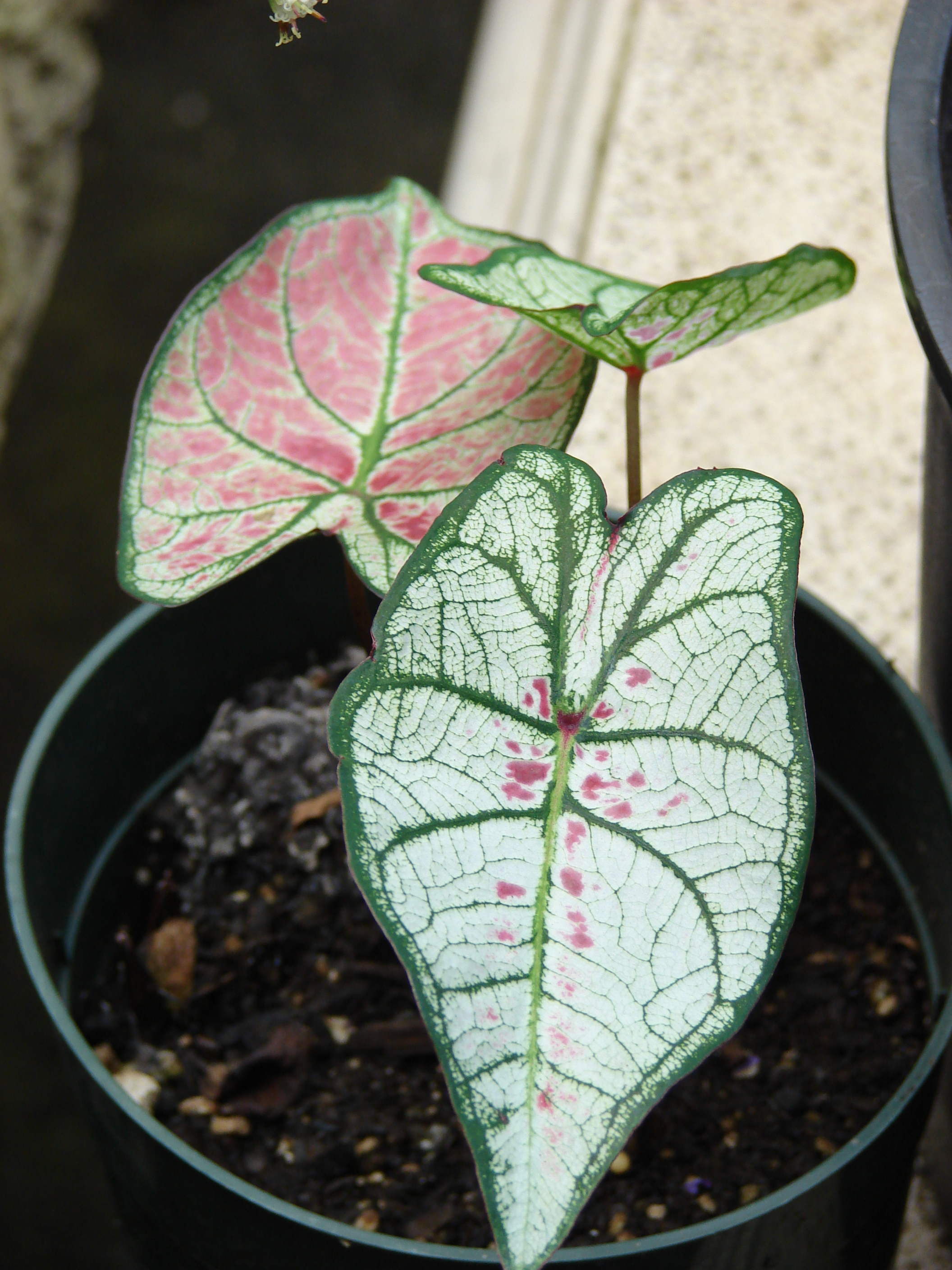
Caladium bicolor.
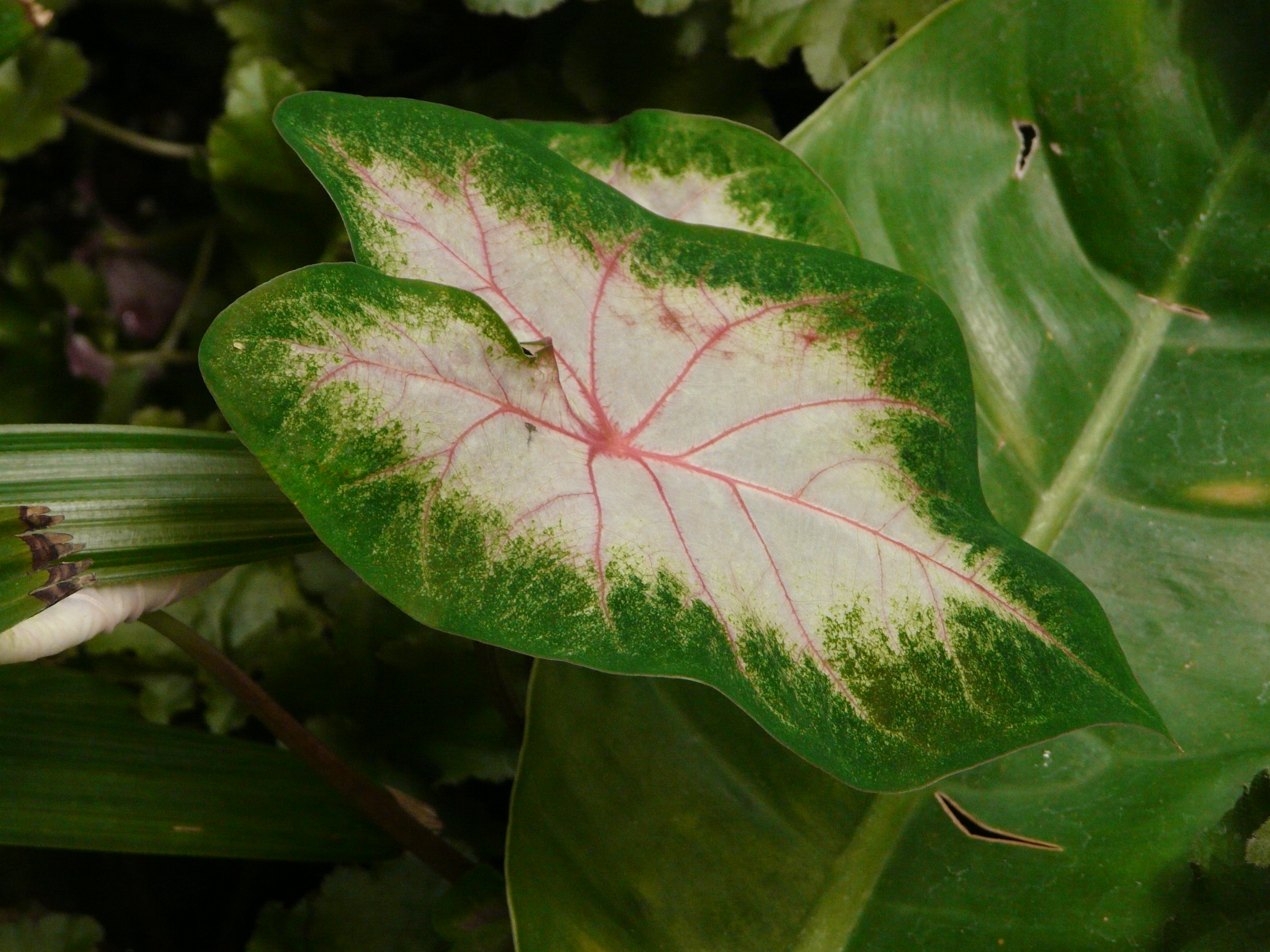
Caladium bicolor.
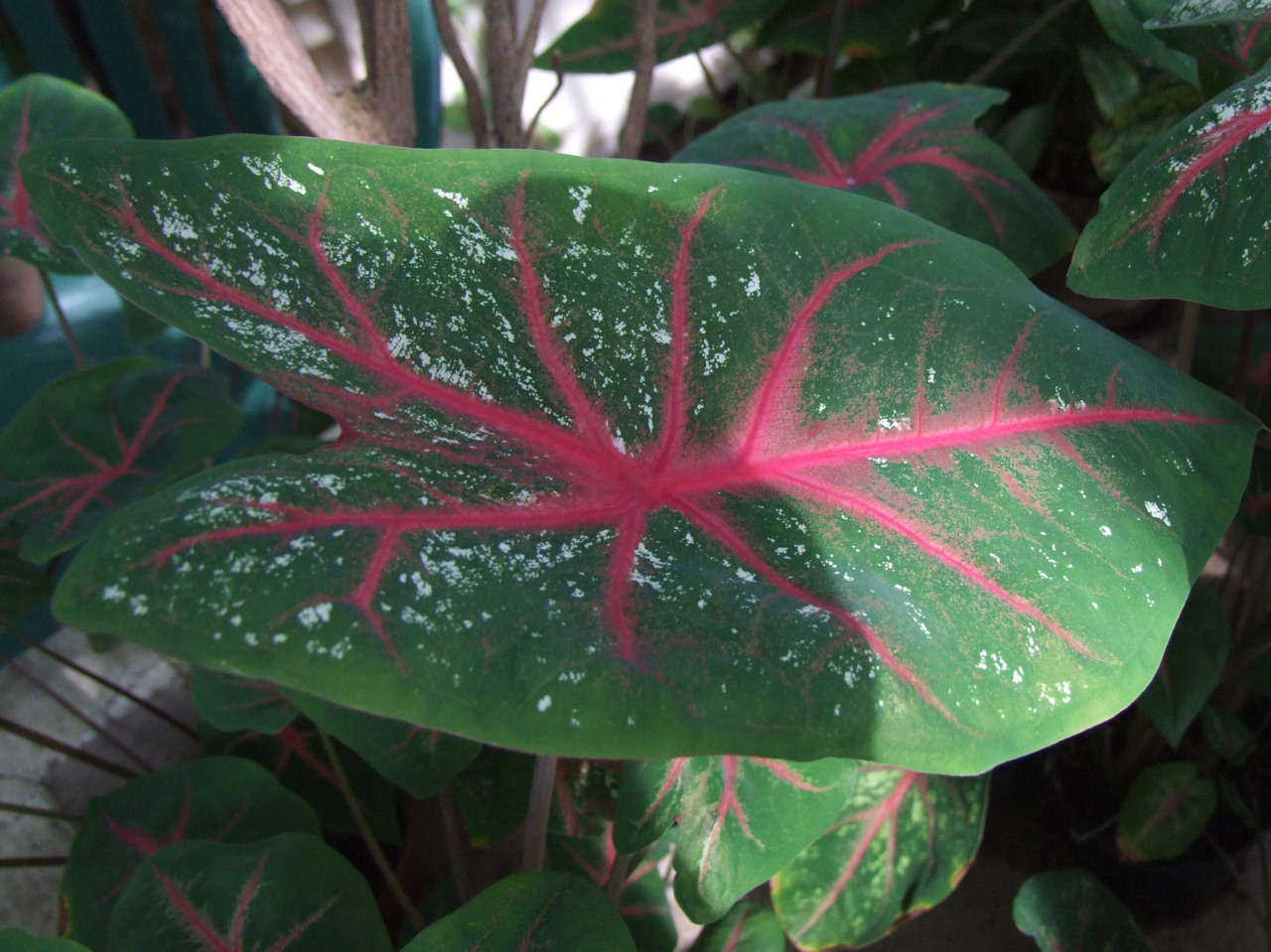
Caladium bicolor.
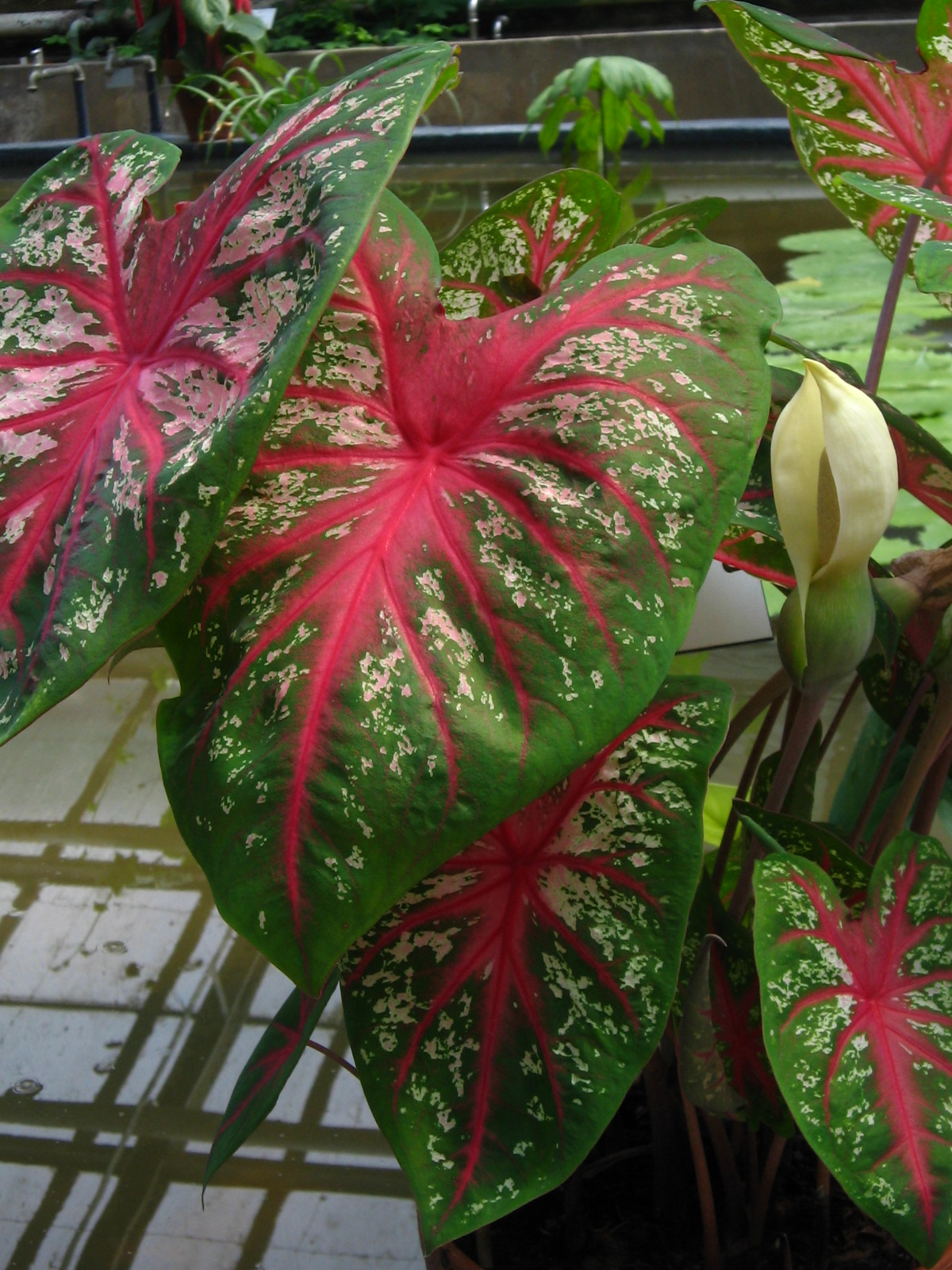
Caladium bicolor.
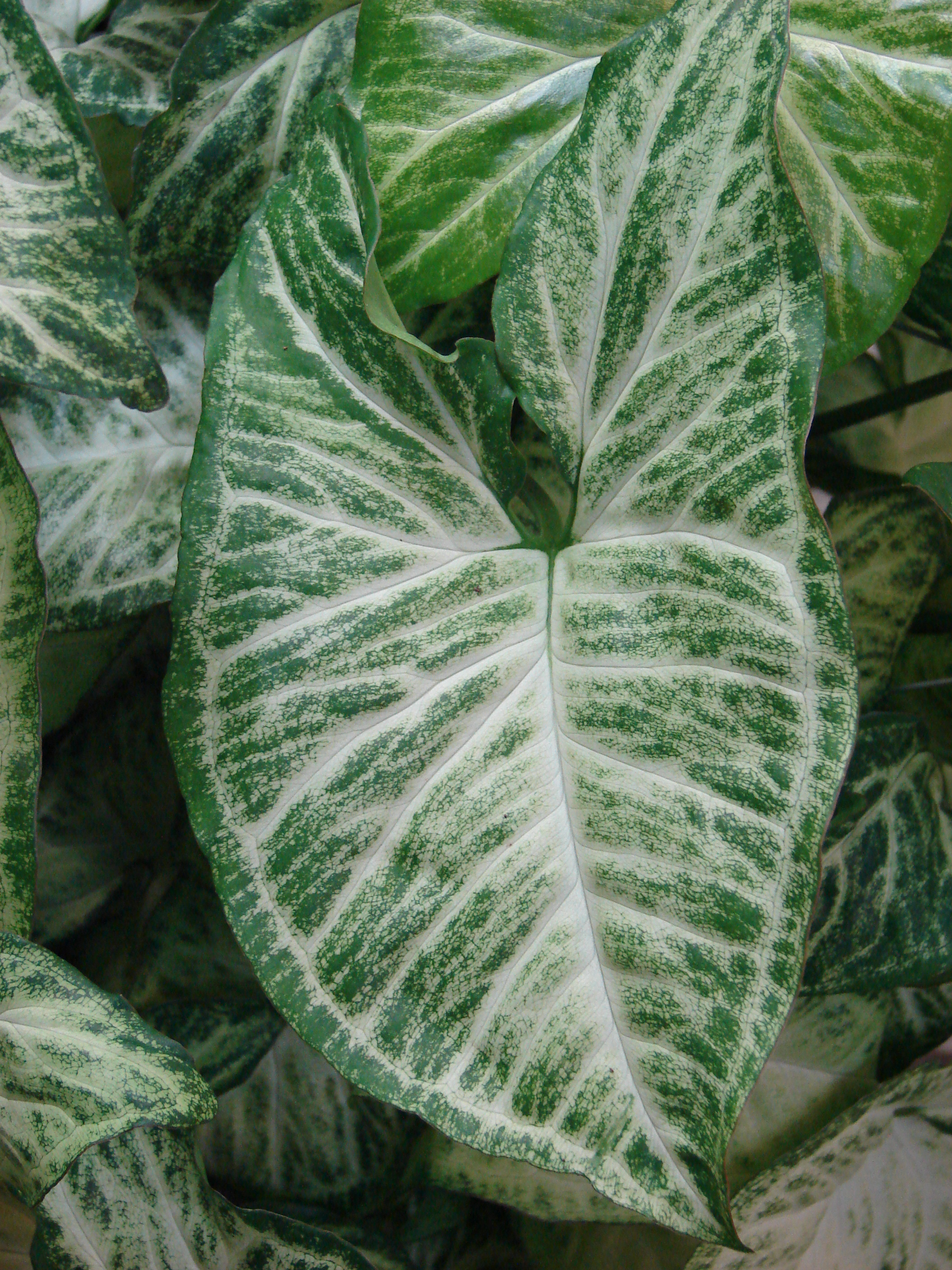
Caladium bicolor.
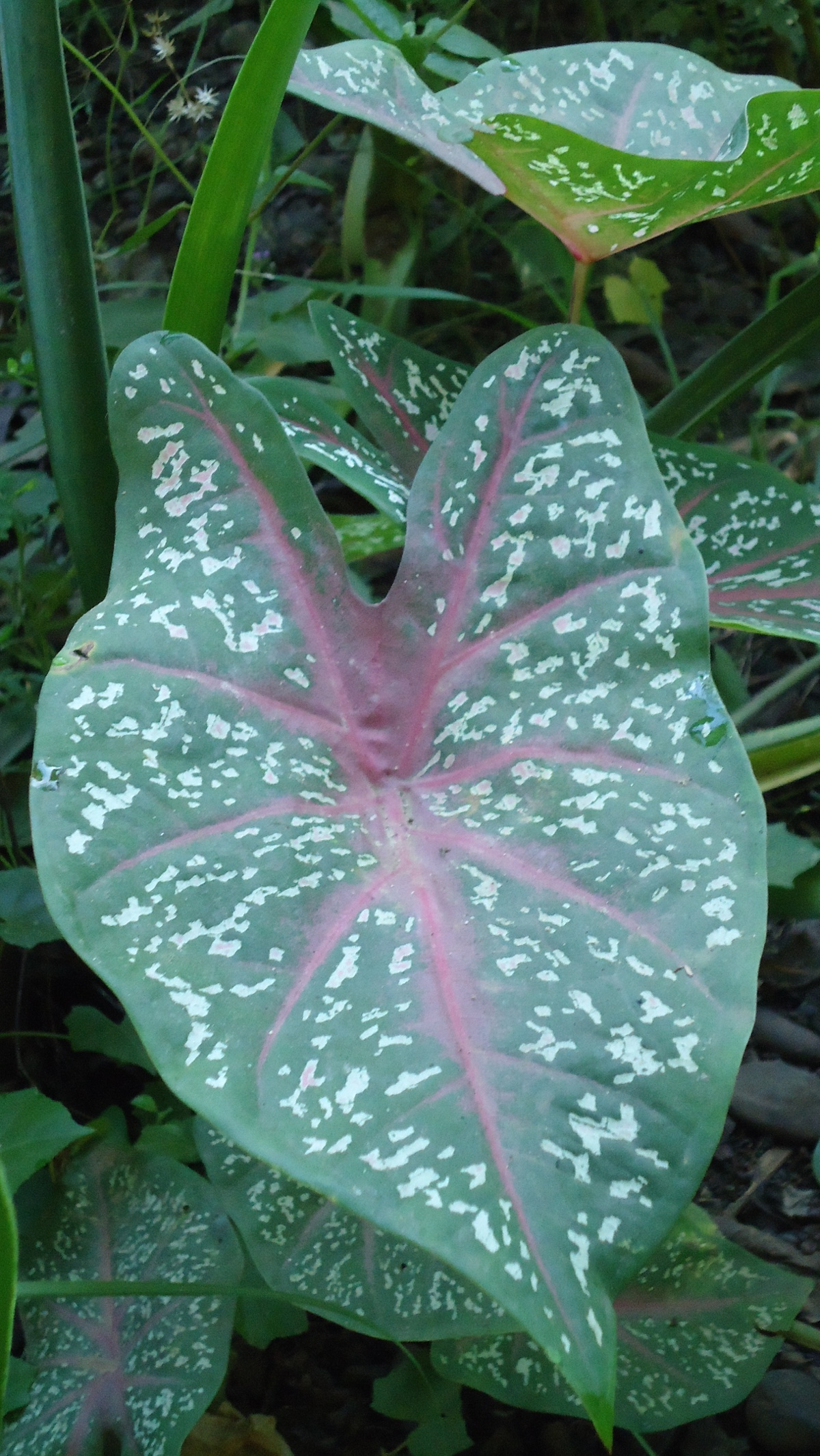
Caladium bicolor.
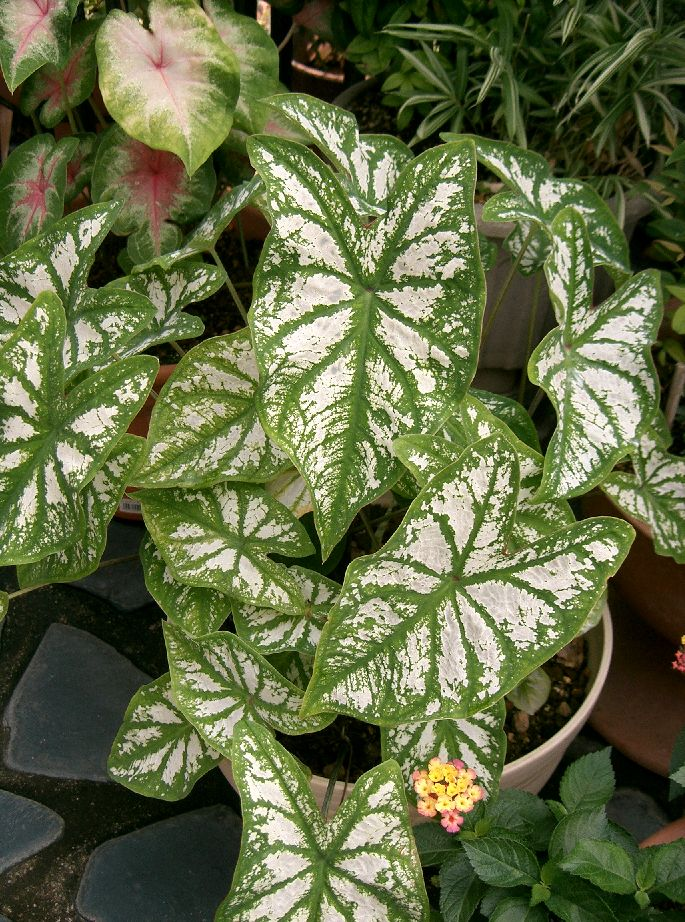
Caladium.
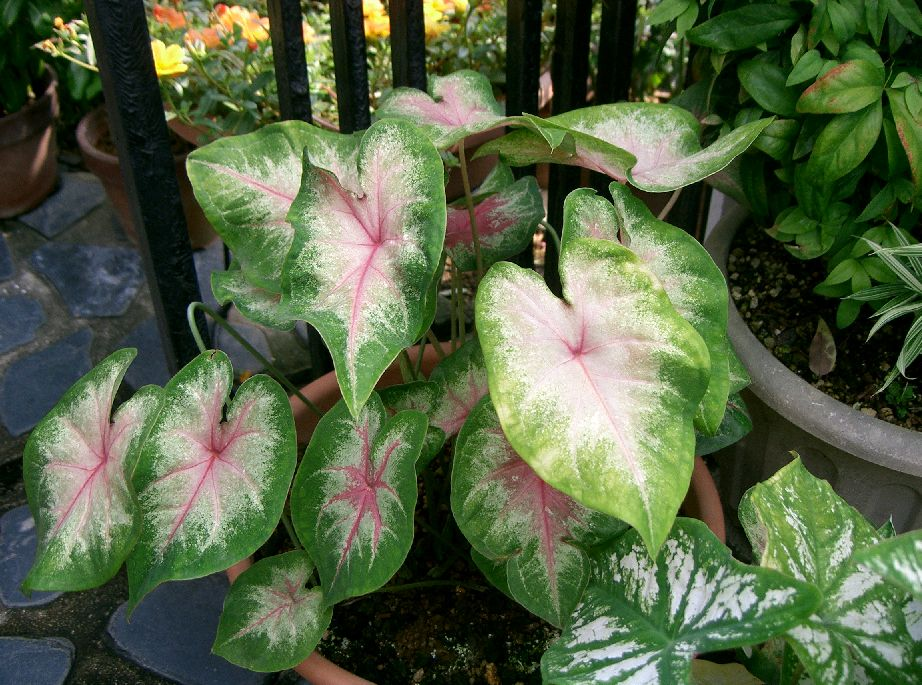
Caladium.